# Ружевац
Ружевац (лат. Lyrurus tetrix) је птица из породице тетреба. То је седентарна врста, која се простире преко Палеарктика у мочварним и степским стаништима када се размножава, често у близини шумовитих подручја.

## Таксономија
Постоји седам подврста ружевца:
- L. tetrix brittanicus
- L. tetrix tetrix
- L. tetrix viridanus
- L. tetrix tschusii
- L. tetrix mongolicus
- L. tetrix baikalensis
- L. tetrix ussuriensis

## Опис
- Дужина мужјака: 60 цм
- Дужина женки: 45 цм
- Маса мужјака: 1.100—1.250 г
- Маса женки: 750—1.100 г

Перје је претежно црно са тамноплавим нијансама на врату и леђима, што је у контрасту са белим крилима.